# (72509) 2001 DJ73
(72509) 2001 DJ73 – planetoida z pasa głównego asteroid okrążająca Słońce w ciągu 4,58 lat w średniej odległości 2,76 j.a. Została odkryta 19 lutego 2001 roku w programie LINEAR.